# Lithoijen

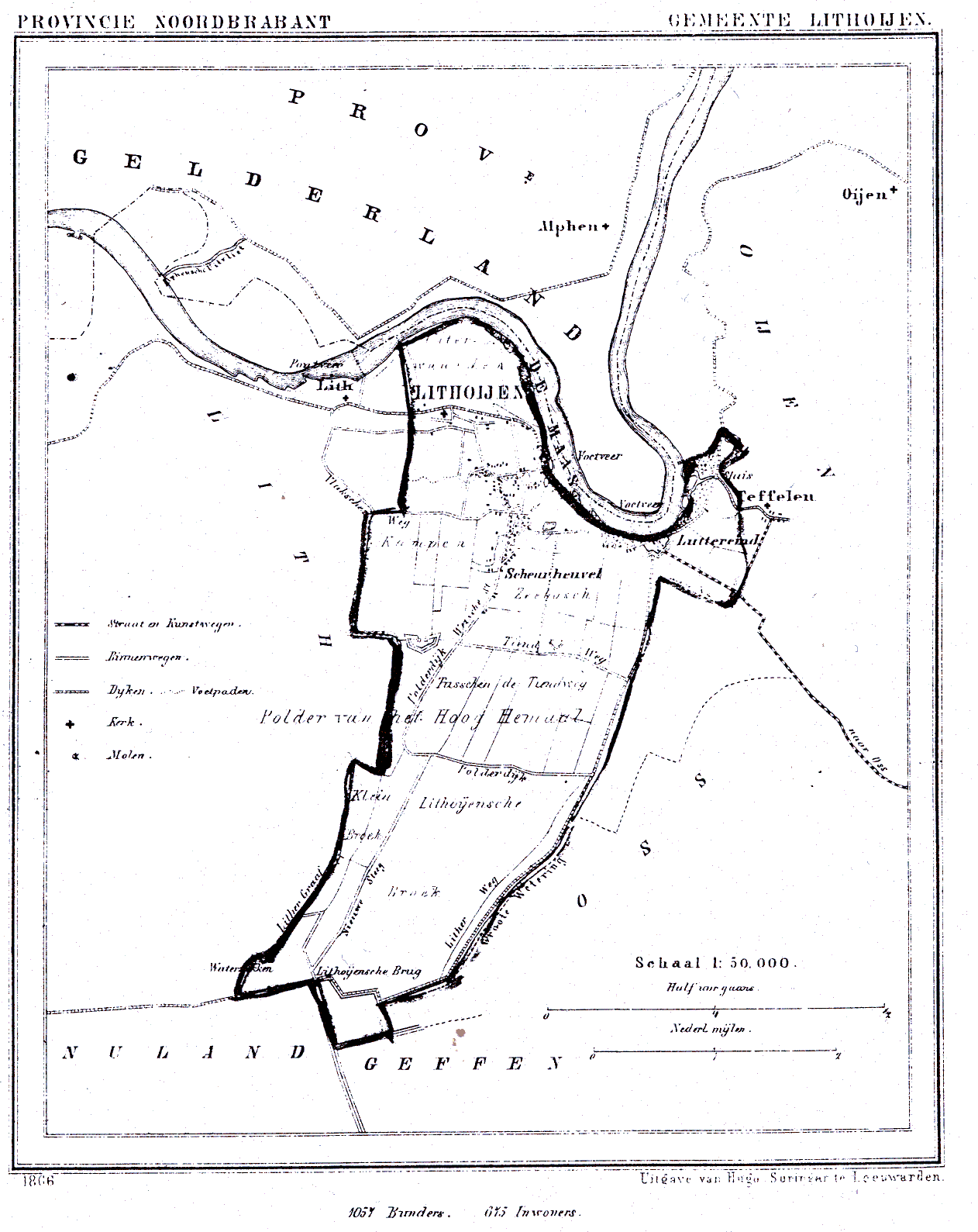
L'ancienne commune de Lithoijen en 1866.

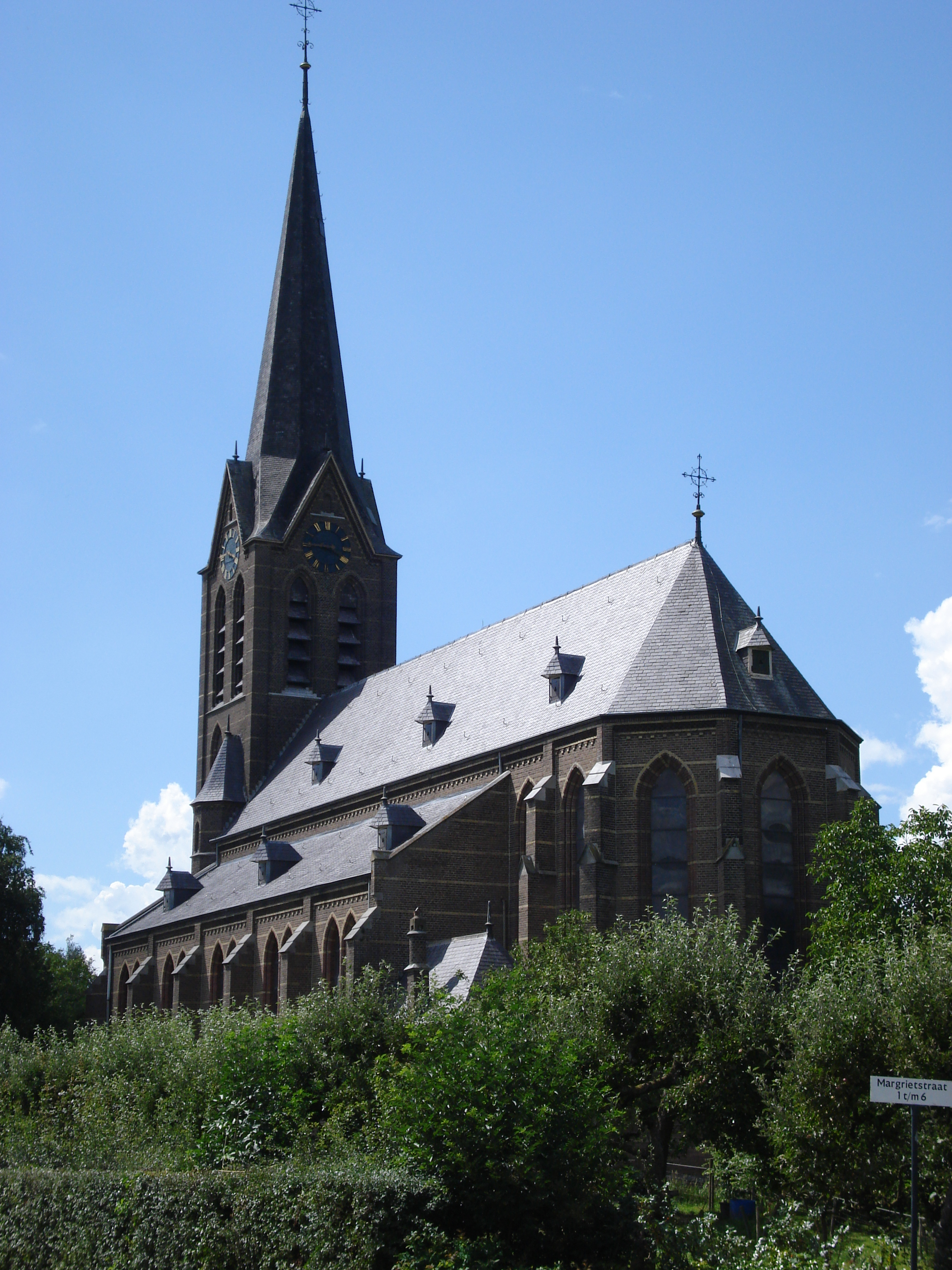
Lithoijen, l'église Saint-Remi.

Lithoijen est un village, ancienne commune, de la commune néerlandaise d'Oss dans la province du Brabant-Septentrional sur la rive gauche d'une boucle morte de la Meuse. Lithoijen, c'est Litta, plus tard Litta Minor, le Lith dans la direction de Oijen, qui devient Lithoijen.

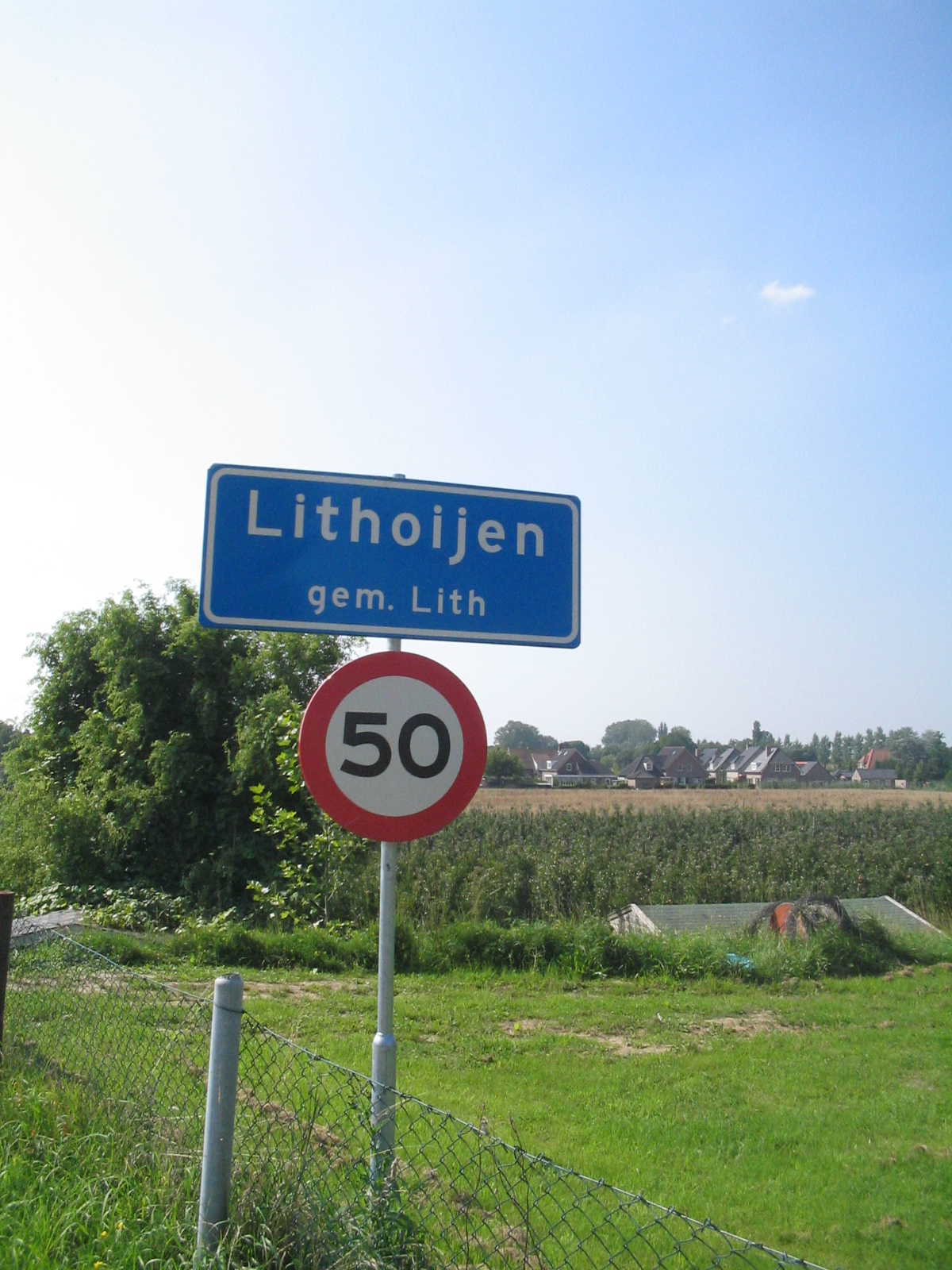
Panneau d'agglomération.

Le 1er janvier 2007, Lithoijen compte 889 habitants.

## Histoire
Les archéologues ont trouvé les traces d'une ferme du temps de Charlemagne. Pas loin de cette ferme se trouvait une église romane, disparue peu après 1843. Le centre actuel de village se trouve quelques centaines de mètres plus en amont.
La première mention écrite de Lithoijen date de 922, quand on redonne ce pays à Giselbert, duc de Lotharingie. Giselbert se marie avec Geberga, fille de l'empereur allemand. Devenue veuve, Geberga donne en 968 la Seigneurie de Meerssen (près de Maastricht) avec la possession Litta au monastère de saint Remi à Reims. Saint Remi devient patron de la paroisse et de l'église, ce qui est assez exceptionnel, puisque les Pays-Bas ne comptent que onze églises consacrées à saint Remi.
Au cours des siècles, plusieurs seigneurs ont essayé de saisir la possession de Lithoijen. Surtout pendant la guerre de Quatre-Vingts Ans, le monastère à Reims trouve la localité trop éloignée pour sa défense et en 1613 on vend la terre à un marchand de Maastricht et on donne les droits religieux à l'abbaye des Prémontrés de Berne, située dans l'actuelle commune de Bernheze). Dans les décennies qui suivent, l'abbaye achète parcelle par parcelle la plus grande partie des terres. Les Prémontrés ont desservi la paroisse sans interruption jusqu'à 1995.
Entretemps la petite église romane est saisie par les protestants et les catholiques se servent d'une grange-église. Au temps de Napoléon, l'église romane est redonnée aux catholiques. Trop petite, on la remplace par une nouvelle église en 1843 et quelques années plus tard on abat la petite église romane. En 1901 on construit l'actuelle église néogothique Saint-Remi.
Après Napoléon, vers 1813-1817, Lithoijen devient une commune du royaume uni des Pays-Bas. En 1939, l'ancienne commune de Lithoijen est annexée par la commune de Lith.
En 1884, on construit le couvent Saint-Norbert des sœurs de l'ordre de JMJ, qui y tenaient jusqu'à 1949 un internat pour filles, une école primaire et un hospice pour vieillards. Puis, le bâtiment a été couvent pour les sœurs pénitentes ; de 1960 à 1972, la société Philips y construisait des tubes fluorescents, et depuis 1972 c'est une maison annexe d'un magasin.
L'église Saint-Remi, l'ancienne mairie et l'ancien couvent des sœurs sont des monuments historiques et la place centrale, où ils se trouvent, est un site villageois protégé.

## Lithoijen et la Meuse

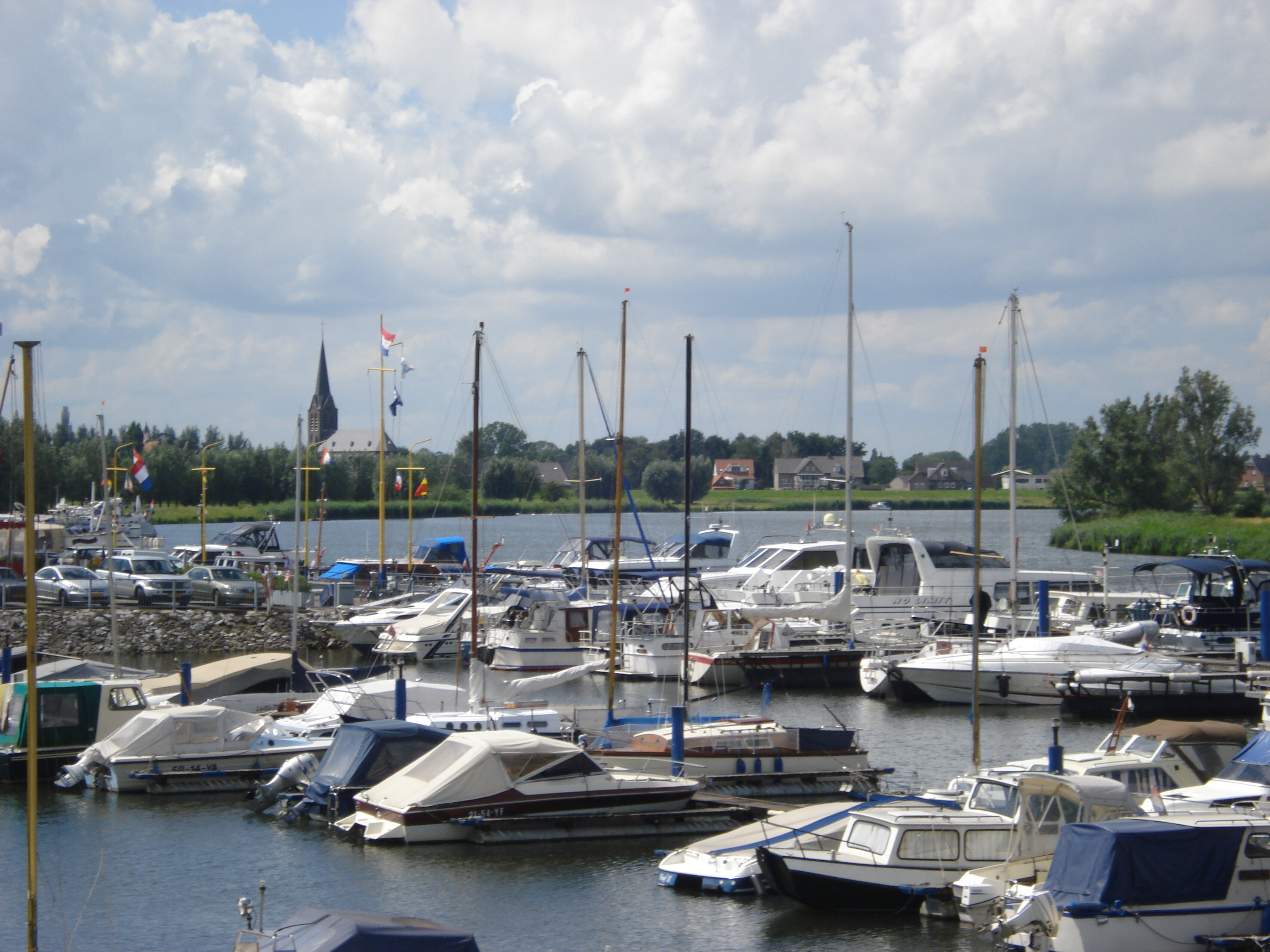
Lithoijen, port de plaisance.

Même après la construction des digues au XIIIe siècle, Lithoijen a été incommodé par les crues de la Meuse comme tant d'autres villages sur la rive gauche du fleuve. Au cours des siècles, on a canalisé le fleuve en coupant progressivement des méandres. Pour régulariser les inondations en temps de crue, on avait aménagé à Beers le Beersche overlaat, déversoir de Beers, qui faisait passer l'eau tout au long par la traverse du Beersche Maas, fleuve vert intermittent. Le déversoir de Beers n'est fermé qu'en 1942.
Également pour mieux adapter la Meuse impétueuse et irrégulière au grand trafic fluvial et mieux la dominer, on a construit de 1932-1936 un grand ensemble d’écluses et de barrages sur le territoire de l'ancienne commune de Lithoijen. Cet ensemble est connu sous le nom d'écluses de Lith. En 1989 on ajoute une centrale électrique. Après l'agrandissement du complexe en 2002, on a changé le nom en Princes Máxima-sluizen (écluses Princesse Máxima), en l'honneur de la princesse Máxima, femme du prince-héritier des Pays-Bas.
Dans le bras mort de la Meuse, là où se trouvait le quai de déchargement de Lithoijen, on a aménagé un port de plaisance.

## Galerie d'images

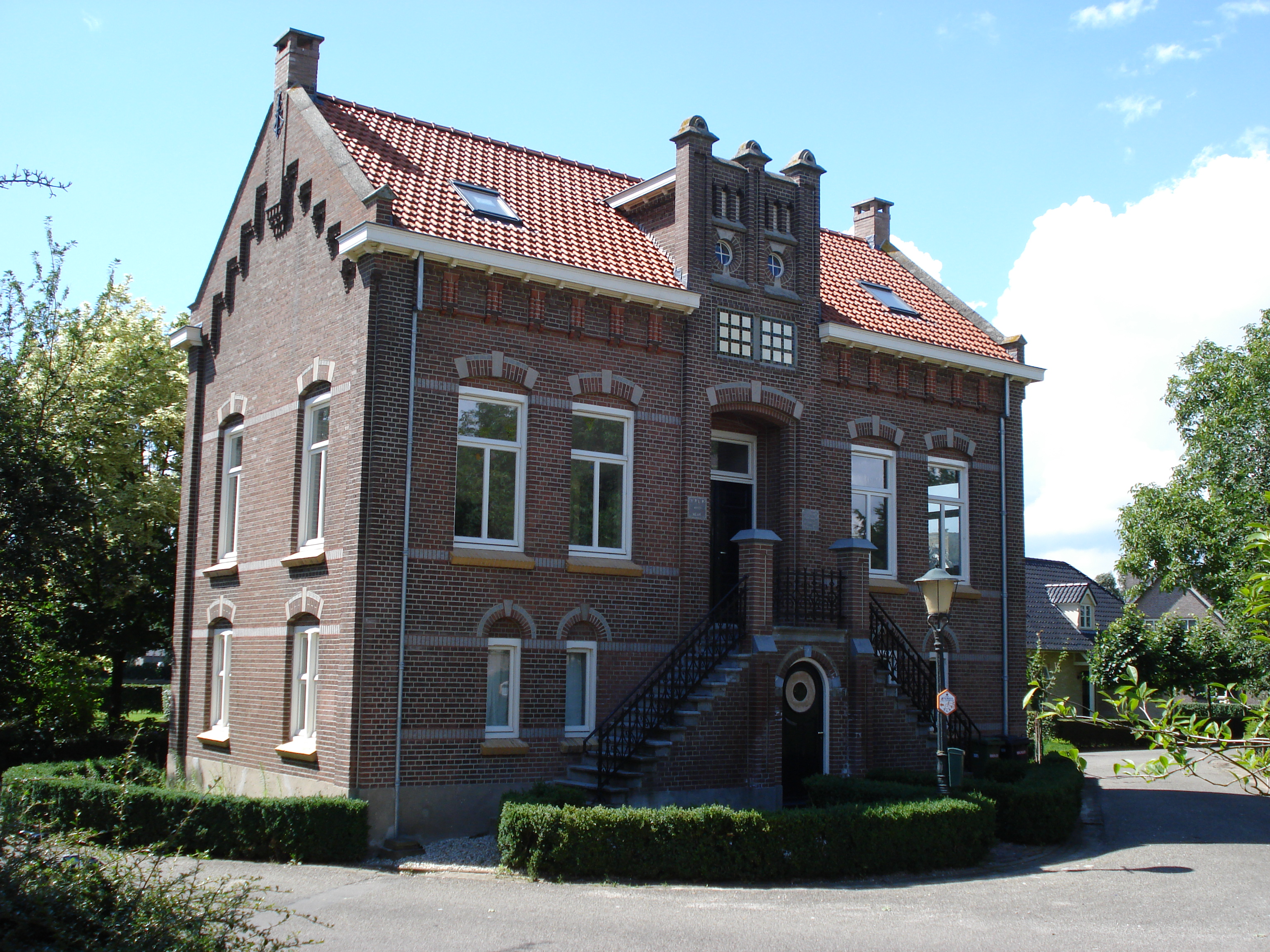
Lithoijen, l'ancienne mairie.
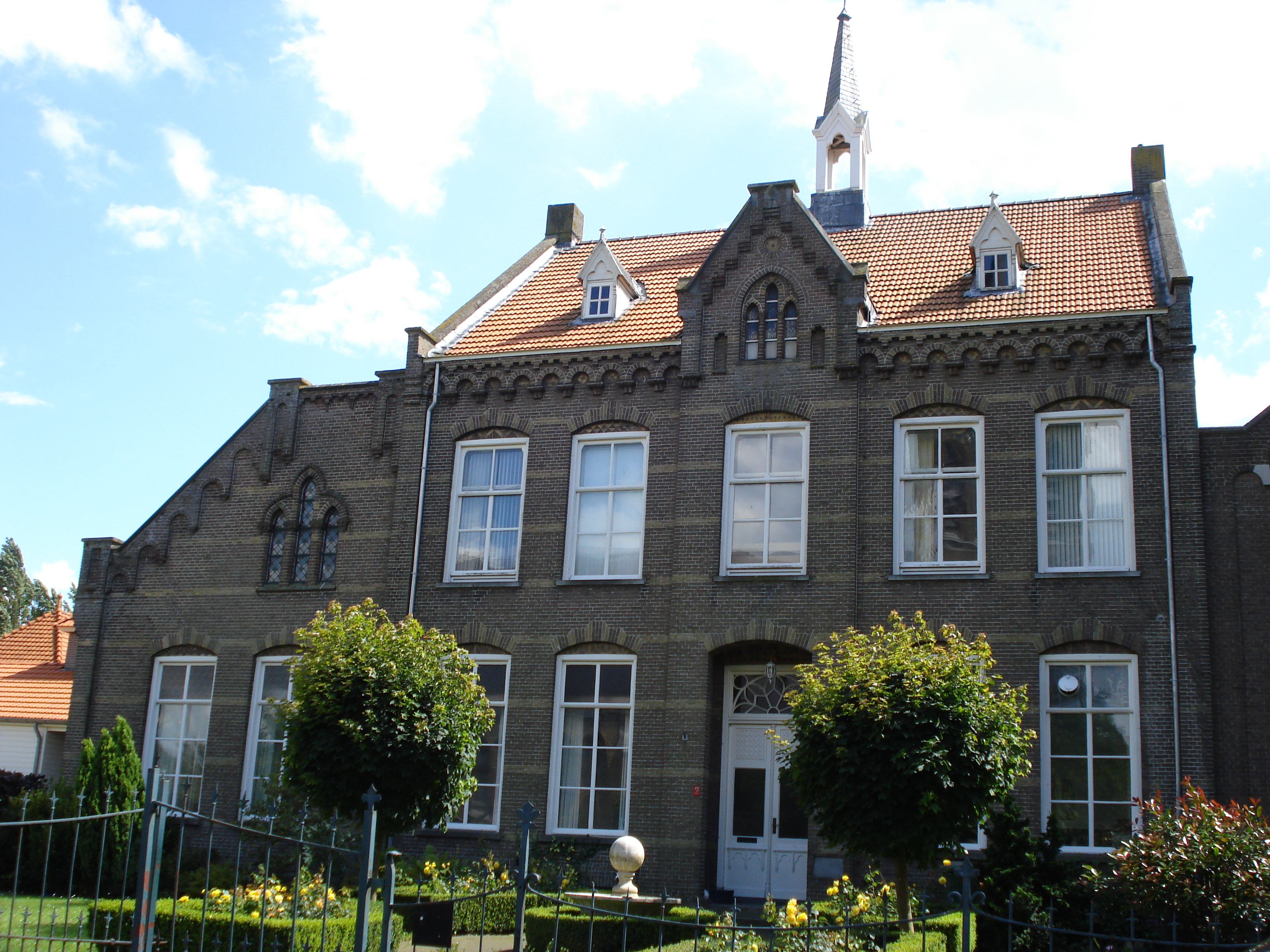
Lithoijen, l'ancien couvent avec école annexe.
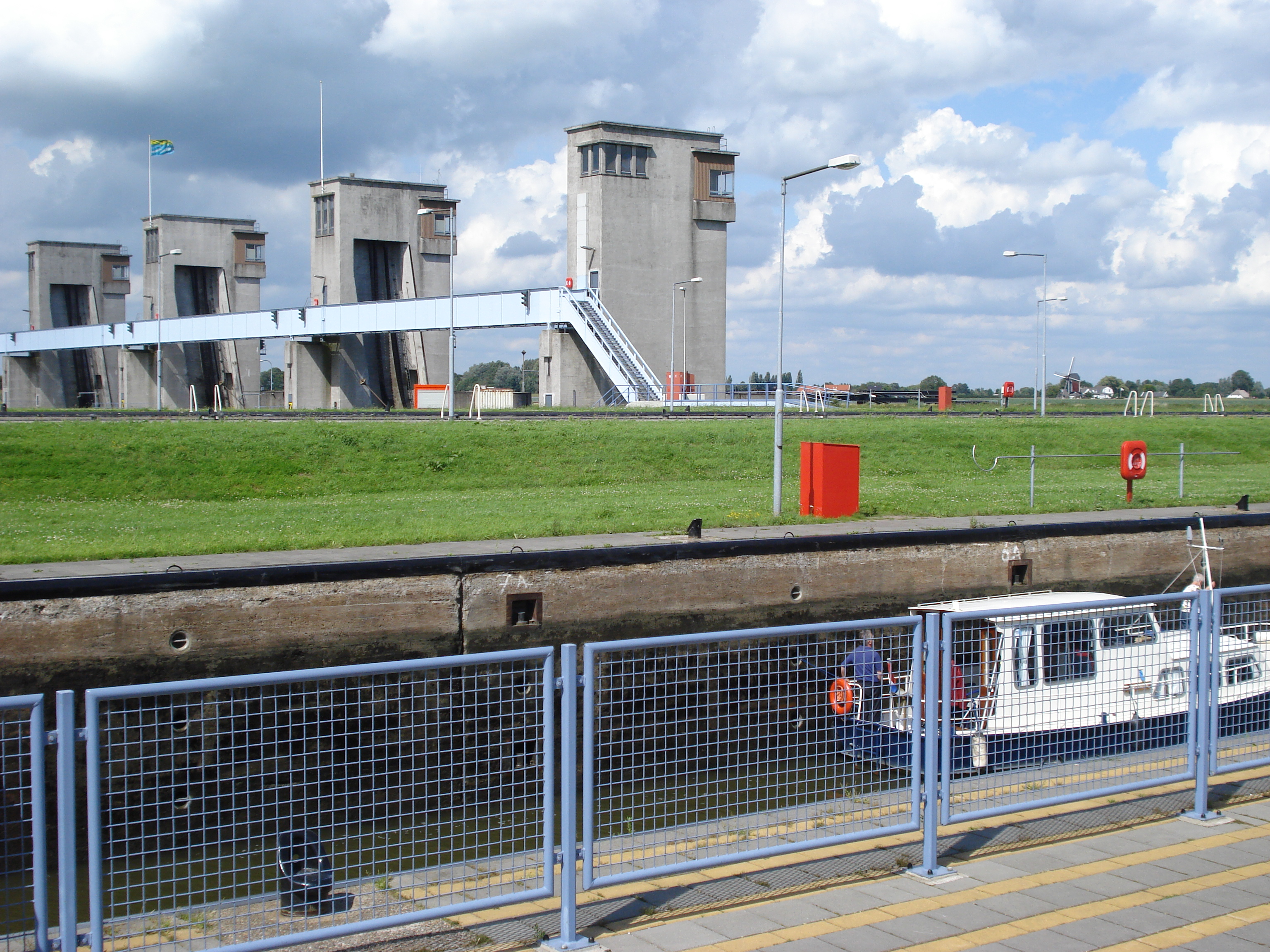
Lithoijen, les écluses Máxima.
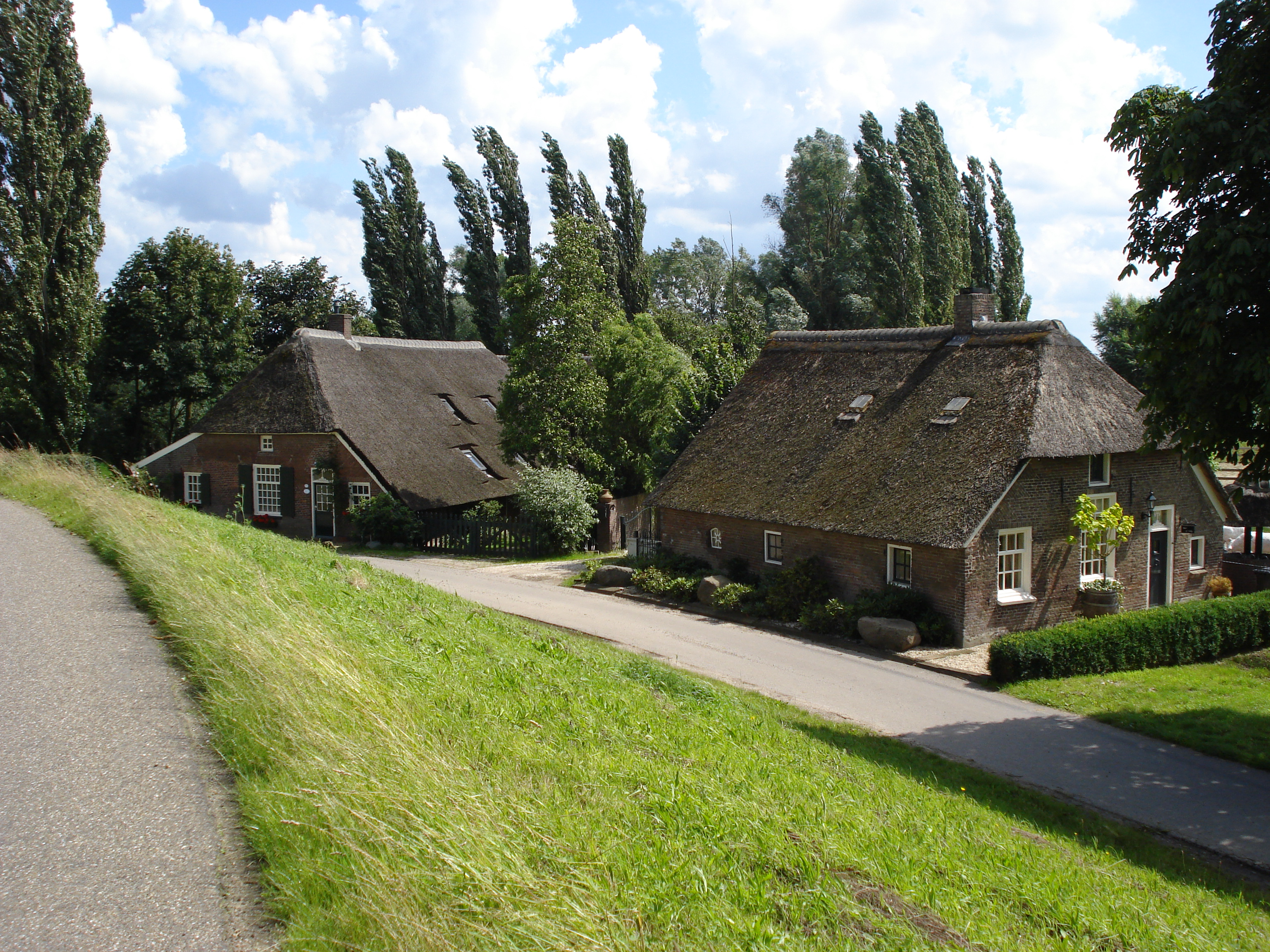
Lithoijen, fermes en contrebas de la digue.

## Source
- Lithoijen sur le site officiel de la commune de Lith